# Округ Монтроуз (Колорадо)
Монтроуз (енгл. Montrose County) је округ у америчкој савезној држави Колорадо. По попису из 2010. године број становника је 41.276. Седиште округа је град Монтроуз.

## Демографија
Према попису становништва из 2010. у округу је живело 41.276 становника, што је 7.844 (23,5%) становника више него 2000. године.
| Група             | 2000.          | 2010.          |
| Белци             | 27.554 (82,4%) | 31.989 (77,5%) |
| Афроамериканци    | 102 (0,3%)     | 162 (0,4%)     |
| Азијати           | 140 (0,4%)     | 255 (0,6%)     |
| Хиспаноамериканци | 4.967 (14,9%)  | 8.127 (19,7%)  |
| Укупно            | 33.432         | 41.276         |